# Anselmo Lorenzo
Anselmo Lorenzo (21. dubna 1841 – 30. listopadu 1914) byl jedním z hlavních představitelů raného anarchistického hnutí ve Španělsku a často byl označovaný jako "kmotr španělského anarchismu". Známý filozof a anarchista Murray Bookchin o něm řekl: "Jeho podíl na šíření anarchistických idejí v Barceloně a Andalusii po několik desetiletí byl obrovský." Jeho aktivita v hnutí a věrnost anarchismu nejspíš pramení z jeho přátelství s Giuseppem Fannelim, žákem Michaila Bakunina, který sháněl členy do První internacionály. Lorenzo se mimo jiné přátelil i s dalším významným španělským anarchistou Franciscem Ferrerem i Guárdiou, se kterým založil Escuelu Modernu. V roce 1910 se účastnil kongresu v Barceloně, během kterého bylo založeno CNT.

## Dílo

### Spisy
- Fuera política (1886)
- Acracia o república (1886)
- Biografía de Pedro Kropotkin (1893)
- Sinopsis ortográfica a la tipografía española. Reglas para el uso de las letras dudosas y de los acentos (1900)
- Criterio libertario (1903)
- Vía libre. El trabajador. Su ideal emancipador. Desviaciones políticas y económicas (1905)
- El pueblo (estudio libertario) (1907)
- Solidaridad (1909)
- La Anarquía Triunfante (1911)
- Contra La Ignorancia (1913)
- El proletariado militante (1901,1923)
- El Sindicalismo (1930)
- El Banquete de la vida (Životopis Lorenza od Manela Aisy) (2006)

### Překlady
- Élisée Reclus, El hombre y la tierra (1906)
- Petr Kropotkin, La gran revolución 1789-1793, Publikace z Escuela Moderna.